# Zingeria biebersteiniana
Zingeria biebersteiniana är en gräsart som först beskrevs av Karl Ernst Claus, och fick sitt nu gällande namn av Pavel Aleksandrovich Smirnov. Zingeria biebersteiniana ingår i släktet Zingeria och familjen gräs. Inga underarter finns listade i Catalogue of Life.